# Празька фондова біржа
Празька фондова біржа (чеськ. Burza cenných papírů Praha, BCPP, англ. Prague Stock Exchange, PSE) є основним організатором ринку цінних паперів у Чехії і в даний час (станом на вересень 2005), друга за величиною фондова біржа в країнах Центральної та Східної Європи. Незважаючи на те, що перша біржа з'явилася в Празі ще в 1861, Празька біржа створена лише 24 листопада 1992 і почала торги 6 квітня 1993.